# Changunarayan
Changunarayan (nep. चाँगुनारायण) – gaun wikas samiti w środkowej części Nepalu w strefie Bagmati w dystrykcie Bhaktapur. Według nepalskiego spisu powszechnego z 2001 roku liczył on 1104 gospodarstw domowych i 5858 mieszkańców (2953 kobiet i 2905 mężczyzn).
Jednym z najcenniejszych zabytków w Changunarayan jest Świątynia Narajana, której początki sięgają IV wieku n.e.